# Pfarrkirche Obernberg am Brenner

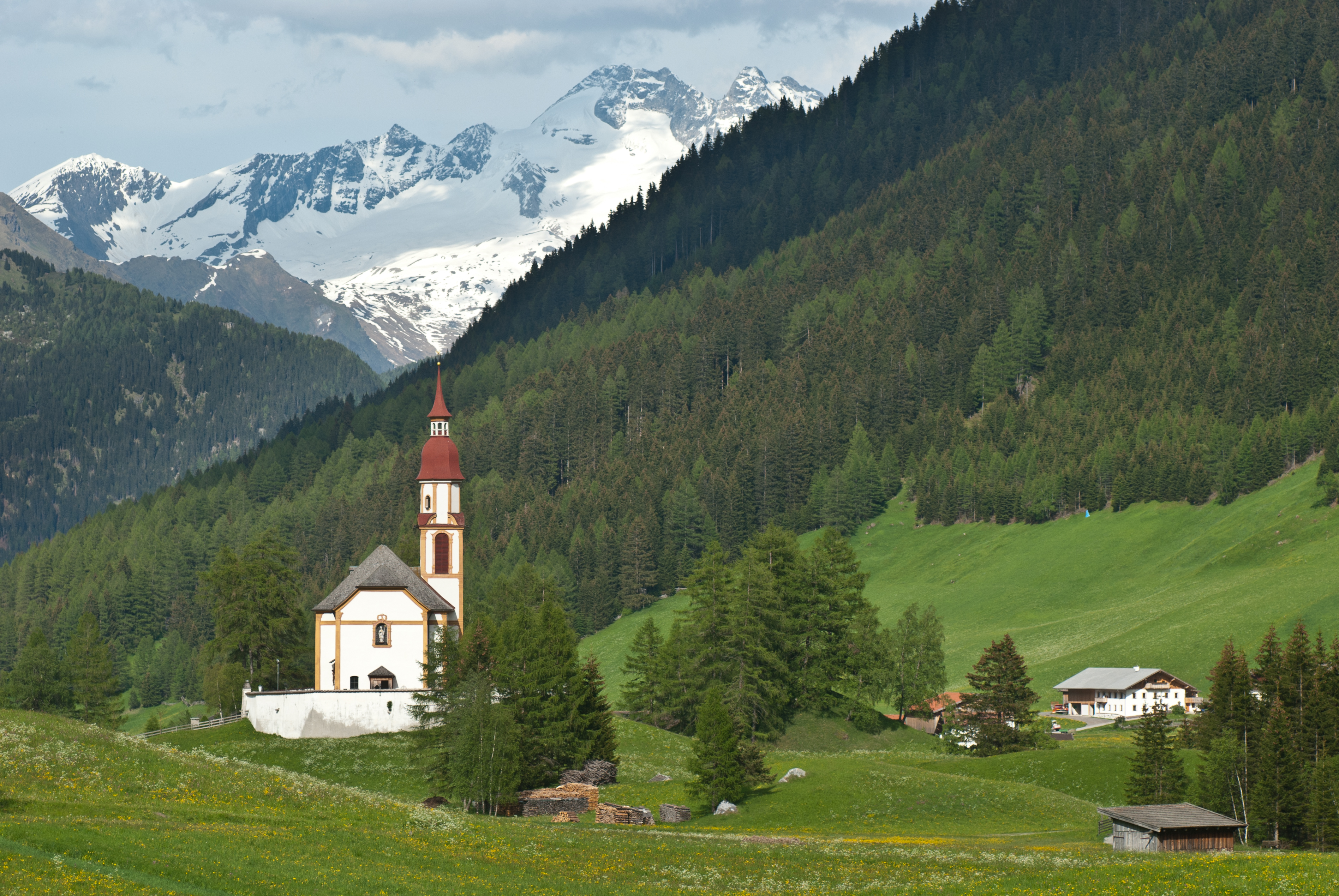
Katholische Pfarrkirche hl. Nikolaus in Obernberg am Brenner

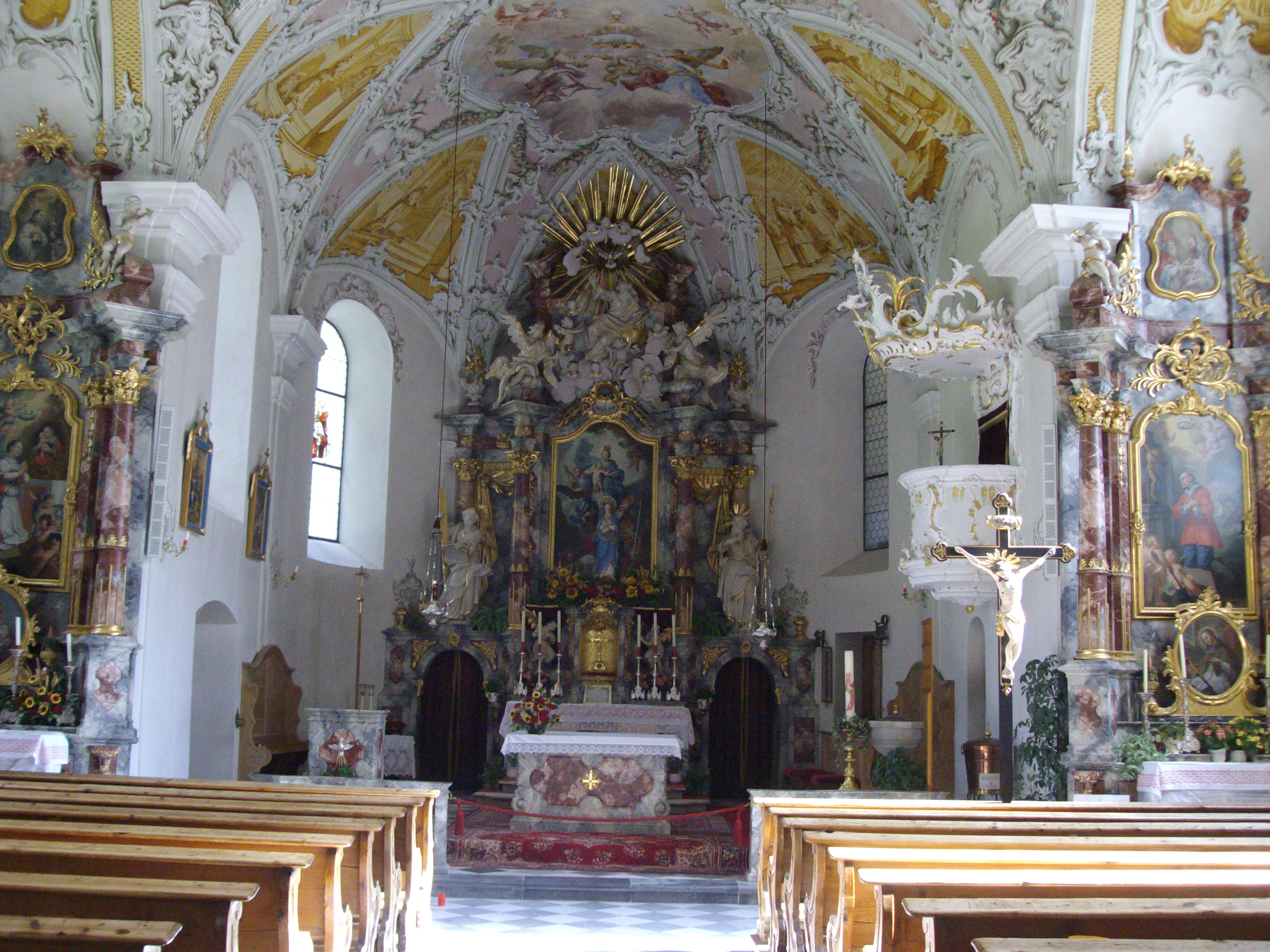
Langhaus, Blick zum Chor

Die Pfarrkirche Obernberg steht auf einem Hügel südlich der Straße in der Gemeinde Obernberg am Brenner im Bezirk Innsbruck-Land in Bundesland Tirol. Die dem Patrozinium hl. Nikolaus von Myra unterstellte römisch-katholische Pfarrkirche gehört zum Dekanat Matrei am Brenner in der Diözese Innsbruck. Die Kirche und der Friedhof stehen unter Denkmalschutz (Listeneintrag).

## Geschichte
Urkundlich wurde 1339 eine Kirche genannt. 1350 und 1492 waren Kirchweihen. Der barocke Neubau erfolgte 1760 nach den Plänen von Johann Michael Umhauser und wurde 1761 geweiht. 1930 erfolgte eine Restaurierung, 1972/1973 eine Außenrestaurierung.

## Architektur
Der spätbarocke Kirchenbau mit einem hohen schlanken Turm ist von einem Friedhof umgeben.
Das Kircheninnere zeigt eine tonnengewölbte Vorhalle, der quadratische Hauptraum unter einer Flachkuppel hat zwei schmale Seitenkapellen, der einjochige Chor unter einer Flachkuppel schließt mit einem spätgotischen Dreiachtelschluss. Die Innenwände zeigen eine strenge Gliederung mit Wandpfeilern mit verkröpftem Gebälk und flachen Pilastervorlagen.
Die Dekorationsmalerei und die Deckenbilder schuf Christoph Anton Mayr 1760, in der Chorkuppel Verherrlichung des Altarsakramentes, in den Zwickeln die Heiligen Notburga, Paschalis, Antonius und Isidor, in der Schiffkuppel hl. Nikolaus empfiehlt der Hl. Dreifaltigkeit die Gemeinde, in den Zwickeln Szenen aus dem Leben des hl. Nikolaus, in den Schildbögen links Verklärung und Auferstehung und rechts Fegefeuer und Tod.

## Ausstattung
Die Rokoko-Altäre entstanden um 1760, die Altarblätter schuf Christoph Anton Mayr.